# Marian Bogusz
Marian Bogusz (ur. 25 marca 1920 w Pleszewie, zm. w 1980 w Warszawie) – polski artysta i animator kultury; zajmował się malarstwem, rysunkiem, rzeźbą i scenografią.

## Życiorys
W czasie wojny trafił do obozu w Mauthausen.
Po wojnie studiował w warszawskiej ASP na kierunku malarstwo w pracowni Jana Cybisa i Jana Sokołowskiego. Początkowo malował abstrakcyjne kompozycje. Pod koniec 1954 roku wraz z Andrzejem Zaborowskim, Zbigniewem Dłubakiem, Barbarą Zbrożyną i Kajetanem Sosnowskim założył Grupę 55. Rok później, w 1956, współorganizował galerię sztuki współczesnej Krzywe Koło przy Klubie Krzywego Koła w Warszawie. W tym okresie sięgał po malarstwo figuratywne stosując takie środki jak deformacja postaci, przedmiotów i architektury, chcąc nadać swoim dziełom sens metaforyczny.
W latach 60. zajął się malarstwem materii koncentrując się na wartościach czysto plastycznych, przy czym interesowała go głównie faktura i barwa. W tym czasie razem z Jerzym Fedorowiczem oraz Ludmiłą Popiel zainicjował I Plener Koszaliński w Osiekach (1963). Współorganizował I Biennale Form Przestrzennych w Elblągu (1965), uczestnik Sympozjum Plastycznego Wrocław ’70. Na Opolszczyźnie zainicjował artystyczne sympozja: Łosiów 1973, Górażdże/Krapkowice 1973, Krapkowice 1974, Opole 1974, 1975, Otmuchów 1975. Zainicjował też Lubelskie Spotkania Plastyczne (1976-1978). W czasie I Biennale Form Przestrzennych w Elblągu stworzył trzy formy przestrzenne, usytuowane przy Alei Tysiąclecia. Rzeźby powstały przy współpracy z Z. Czarneckim, E. Koprykiem, J. Gdeń, S. Szafrańskim, H. Fröhlichem, P. Kosińskim, E. Grzybowińskim.
Spoczywa na cmentarzu Powązkowskim w Warszawie (kwatera 304-2-8).
Duża część dorobku artysty znajduje się w Muzeum Regionalnym w jego rodzinnym mieście, są to 74 obrazy i 144 prace na papierze. Większość tej kolekcji została przekazana przez żonę artysty, Eulalię Bogusz, która zmarła w 1990 roku.

## Odznaczenia
- Odznaka „Zasłużony Działacz Kultury” (1967)[7]

## Galeria

Forma przestrzenna bez tytułu, współ. Krzysztof Coriolan, Henryk Gała, Sympozjum Plastyczne Wrocław '70, kolekcja MWW
Osiedla Celina - forma przestrzenna, Sympozjum Plastyczne Wrocław '70, kolekcja MWW
Osiedla Celina - forma przestrzenna, współ. Krzysztof Coriolan, Henryk Gała, Sympozjum Plastyczne Wrocław '70, kolekcja MWW
Osiedle Celina - Aleja mojej miłości, współ. Henryk Gała, Sympozjum Plastyczne Wrocław '70, kolekcja MWW
Osiedle Celina współ. Henryk Gała, Sympozjum Plastyczne Wrocław '70, kolekcja MWW
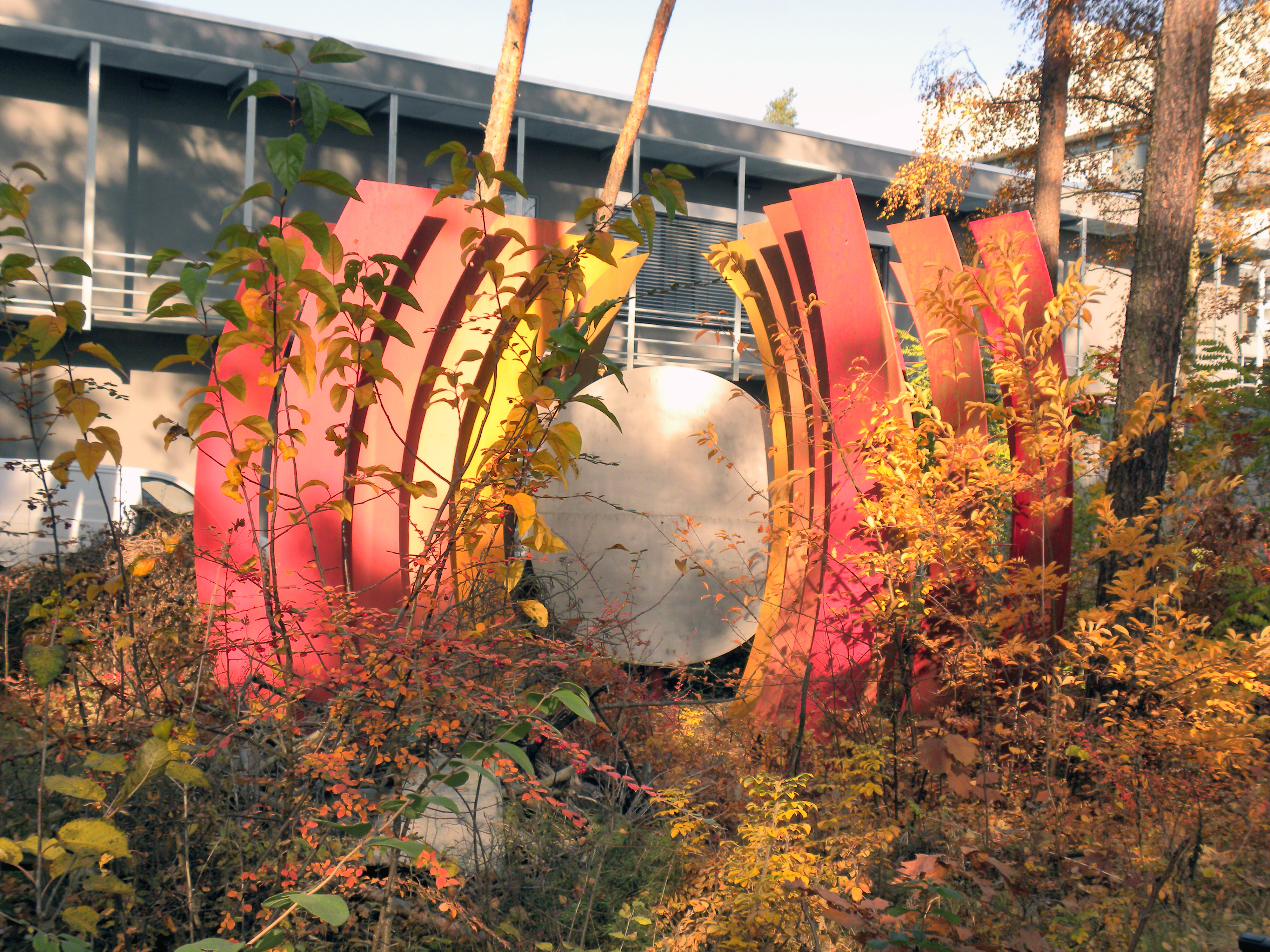
Obiekt do dobrych przemyśleń, Uniwersytet Fryderyka i Aleksandra w Erlangen i Norymberdze, 1972